# 瓦尔贝勒
瓦尔贝勒（法語：Valbelle，法語發音：[valbɛl]）是法国上普罗旺斯阿尔卑斯省的一个市镇，属于福卡尔基耶区。

## 地理
瓦尔贝勒（44°8'52"N, 5°52'54"E）面积32.99 平方千米，位于法国普罗旺斯-阿尔卑斯-蓝色海岸大区上普罗旺斯阿尔卑斯省，该省份为法国东南部内陆省份，北起上阿尔卑斯省，西接沃克吕兹省，西北接德龙省，南至瓦尔省，东临滨海阿尔卑斯省，东北部与意大利接壤。
与瓦尔贝勒接壤的市镇（或旧市镇、城区）包括：欧比尼奥斯克、伯翁、圣多纳谷新堡、克吕伊 (上普罗旺斯阿尔卑斯省)、马勒富加斯-欧热斯、雅布龙河畔努瓦耶、佩潘、锡斯特龙。

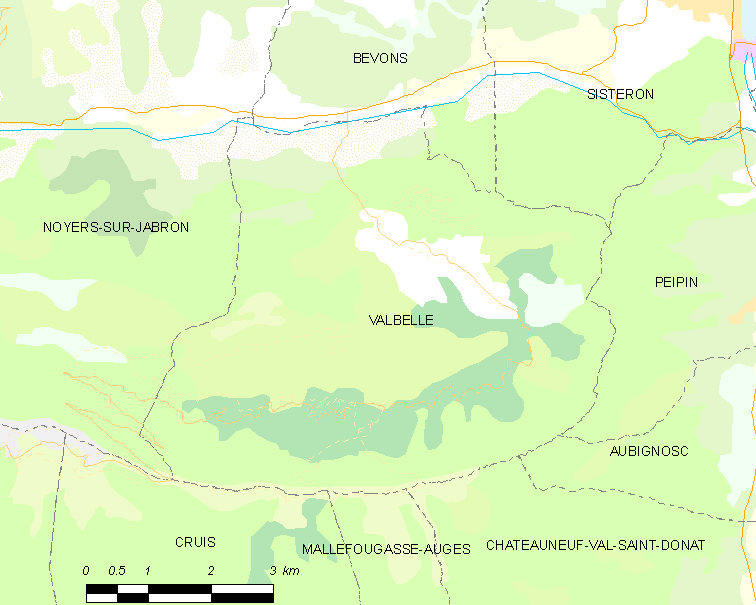
瓦尔贝勒的OSM定位图

瓦尔贝勒的时区为UTC+01:00、UTC+02:00（夏令时）。

## 行政
瓦尔贝勒的邮政编码为04200，INSEE市镇编码为04229。

## 政治
瓦尔贝勒所属的省级选区为锡斯特龙县。

## 人口

1962-2008年间瓦尔贝勒人口变化图示

瓦尔贝勒于2022年1月1日时的人口数量为239人。